# Saaremaa (dorp)
Saaremaa is een plaats in de Estlandse gemeente Võru vald, provincie Võrumaa. De plaats heeft de status van dorp (Estisch: küla). Het aantal inwoners fluctueerde sterk sinds 2000:
| jaar     | 2000 | 2010 | 2011 | 2017 | 2018 | 2019 | 2020 | 2021 |
| -------- | ---- | ---- | ---- | ---- | ---- | ---- | ---- | ---- |
| inwoners | 13   | 5    | 12   | 6    | 8    | 8    | 13   | 14   |

Tot in oktober 2017 lag Saaremaa in de gemeente Lasva. In die maand werd de gemeente bij de gemeente Võru vald gevoegd.
Het grootste deel van het meer Jaanusjärv (1,9 ha) ligt op het grondgebied van het dorp. De rivier Iskna, een zijrivier van de Võhandu, stroomt door het meer.

## Geschiedenis
Saaremaa werd pas in 1923 voor het eerst genoemd. Het was ontstaan uit een groep boerderijen in het buitengebied van het dorp Noodasküla. In 1970 kreeg het dorp een nieuwe naam, Noodas-Saaremaa. In 1977 werd het bij Noodasküla gevoegd en in 1997 werd het onder de oude naam weer een zelfstandig dorp.
Het dorp heeft zijn naam waarschijnlijk te danken aan zijn geïsoleerde ligging. Er loopt geen enkele belangrijke weg doorheen. Saaremaa betekent ‘eilandgebied’. Het grootste eiland van Estland heet ook Saaremaa, maar er is geen relatie tussen het eiland en het dorp.